# Daniel Calo
Daniel Calo, rimskokatoliški duhovnik, jezuit in šolnik, * 24. marec 1662, Trst, † 7. april 1691, Gorica. 
Šolnik Daniel Calo, tudi Daniel Kalo je obiskoval gimnazijo v Trstu (1625-1630), filozofijo (1630-1633) in teologijo (1634-1638) pa je študiral v Gradcu. Po mašniškem posvečenju je nekaj časa služboval pri škofijskem ordinariatu v Trstu. V
jezuitski red je stopil 8. avgusta 1641 na Dunaju in po opravljenem noviciatu dopolnil teološki študij na dunajski Univerzi (1645-1648) z doktoratom. V letih 1649−1657 je bil profesor moralne teologije na Dunaju, Gradcu, Gorici in  
Trnavi. Nato je bil leta 1658 prefekt gimnazije v Zagrebu in profesor teologije na akademiji (1658-1671), nato pa še pridigar na Dunaju (1672-1678), Reki (1679-1685) in Gorici (1685-1691). 